# Éghajlatkutatók Fóruma
Az Éghajlatkutatók Fóruma a Vahava-projekt munkája során felsorakoztatott közel 100 szakemberből áll. Ajánlásukat a Nemzeti Éghajlat-változási Stratégia kapcsán 2006. december 12-én tették meg.

## 2006. december 12.
Az Országos Meteorológiai Szolgálat hívta össze december 12-re az Éghajlatkutatók Fórumát.
Az éghajlatváltozás a magyar nemzetgazdaságot fenyegető, cselekvésre kényszerítő kockázat. A hazai döntéshozatali mechanizmusok továbbra sem nyíltak meg az éghajlatváltozással kapcsolatos ismeretek és információk előtt (Vahava-projekt). A Vahava-projekt felsorakoztatott és együttes cselekvésre hangolt egy kompetens szakembergárdát. Láng István akadémikus, a Vahava-program vezetője által feltett, a „Mi legyen a VAHAVA után?” kérdésre a választ az Éghajlatkutatók Fóruma keresi.
„Az éghajlatváltozással kapcsolatos ismereteket az általános műveltség részévé kell tenni. Ennek érdekében a Stratégiának az oktatás és képzés valamennyi szintjét érintő, országos léptékû és tartós (folyamatos) intézkedéseket kell megfogalmaznia.”
„Létre kell hoznia olyan új intézményeket és/vagy testületeket, ahol az éghajlatváltozással kapcsolatos információk, tudományos eredmények érdemben beépülhetnek a döntéshozatalokba.”